# Albert Kerr
Albert Kerr es un deportista británico que compitió en piragüismo en la modalidad de eslalon. Ganó tres medallas de oro en el Campeonato Mundial de Piragüismo en Eslalon entre los años 1977 y 1981.

## Palmarés internacional
| Campeonato Mundial | Campeonato Mundial | Campeonato Mundial | Campeonato Mundial |
| Año                | Lugar              | Medalla            | Competición        |
| ------------------ | ------------------ | ------------------ | ------------------ |
| 1977               | Spittal (Austria)  | Medalla de oro     | K1 individual      |
| 1979               | Jonquière (Canadá) | Medalla de oro     | K1 por equipos     |
| 1981               | Bala (Reino Unido) | Medalla de oro     | K1 por equipos     |